# Francisco Javier Rubio Orecilla
Francisco Javier Rubio Orecilla (Zaragoza, 26 de septiembre de 1965) es un lingüista, orientalista, indólogo e iranólogo español.
Se licenció en Filología Clásica en la Universidad de Salamanca en junio de 1988, obtuvo una beca Erasmus en Berlín y se especializó en Lingüística indoeuropea y en Filología védica bajo la tutela del doctor Bernfried Schlerath. Se doctoró en Salamanca en 1993 con una tesis sobre El sufijo de formación nominal *-ii ̯o- / *-i ̯o- en las formaciones primarias del R̥g-Veda y el Avesta: estudio histórico-comparativo. En septiembre de 2008 obtuvo el título superior de Alemán de la Escuela Oficial de Idiomas de Zaragoza. Fue investigador a tiempo completo en el Instituto de Estudios Islámicos y del Oriente Próximo de la Universidad de Zaragoza, financiado por ARAID (Agencia Aragonesa para la Investigación y Desarrollo) de octubre de 2001 a septiembre de 2004, y fue Wissenschaftlicher Mitarbeiter (asistente científico a tiempo completo) en el Institut für vergleichende indogermanische Sprachwissenschaft und Indoiranistik de la Universidad del Saarland (Saarbrücken, Alemania). Ha investigado también sobre las lenguas paleohispánicas y su toponimia e hidronimia y estuvo dos años trabajando con Jürgen Untermann en la preverbación de las lenguas indoeuropeas antiguas. Con Ana Agud Aparicio estudió y tradujo del sánscrito once Upanishad antiguas (Madrid: Trotta, 2002, y Barcelona: RBA, 2002). En la actualidad trabaja en la confección de una gramática histórica del sánscrito.

## Obras
- El sufijo de formación nominal *-ii ̯o- / *-i ̯o- en las formaciones primarias del R̥g-Veda y el Avesta: estudio histórico-comparativo, Tesis Doctorales / Universidad de Salamanca, 1993, tesis en microfichas.
- El sufijo de derivación nominal *-ii ̯o- / *-i ̯o- en los gerundios y gerundivos del R̥g-Veda y el Avesta. Zaragoza, Institución Fernando el Católico, 1995.
- Ana Agud Aparicio y Francisco J.- Rubio Orecilla, La ciencia del Brahman. Once Upaniṣad antiguas, Madrid, ed. Trotta, 2000 (traducción de los originales sánscritos, prologada y anotada en detalle, en colaboración con Ana Agud Aparicio), 2.ª ed. Barcelona: RBA, 2002.